# Římskokatolická farnost Bělá u Děčína
Římskokatolická farnost Bělá u Děčína (lat. Bila) je církevní správní jednotka sdružující římské katolíky na území městské části Bělá u Děčína a v jejím okolí. Organizačně spadá do děčínského vikariátu, který je jedním z 10 vikariátů litoměřické diecéze. Centrem farnosti je kostel svatého Františka Xaverského v Bělé u Děčína.

## Historie farnosti
Bělá patřila od roku 1702 ke staré farnosti v Rozbělesích, které dnes patří pod farnost Děčín-Podmokly. Na místě bělského kostela stávala vesnická kaple. Od roku 1786 byla v místě lokálie. Když se Bělá rozrostla, byl v letech 1787-1788 postaven dnešní kostel sv. Františka Xaverského, a to z prostředků tzv. náboženského fondu. Matriky jsou vedeny od roku 1788. Vlastní farnost byla kanonicky zřízena v roce 1852. Po vysídlení německého obyvatelstva spolu s posledním bělským farářem Ernstem Johnem v roce 1946 (od té doby působil v Německu v Eggenfelden, Stubenberg, Kreis Pfarrkirchenm, Malching/Inn a Schönau-Bruck) je farnost spravována z Podmokel.

### Duchovní správcové vedoucí farnost
Začátek působnosti jmenovaného v duchovní správě farnosti od:
- 1788   cap. loc. Procopius Loeschner OESA, n. 16. 11. 1753 Nepomuk, o. 19. 8. 1778, † 25. 2. 1831
- 1813   cap. loc. Bernard. Krühner, n. 20. 12. 1779 Osegg, o. 8. 9. 1804, † 23. 10. 1841
- 1821   cap. loc. vacat
- 1821   cap. loc. Jos. Kluppak, n. 17. 4. 1784 Luschicens, o. 29. 12. 1806, † 16. 3. 1827
- 1827   cap. loc. Adalb. Petters, n. 10. 7. 1781 Woelmsdorf, o. 8. 9. 1804, † 26. 1. 1856
- 1835   cap. loc. Franc. Hochberger, n. 3. 12. 1789 Otschechaviens., o. 17. 8. 1814
- 1853   proto-par. (první-farář) Franc. Hochberger, n. 3. 12. 1789 Otschechaviens., o. 17. 8. 1814, † 23. 5. 1863
- 1854   chybí katalog
- 1855   Jos. Kneissel, n. 17. 1. 1821 Radschitz, o. 25. 7. 1845, † 11. 1. 1893
- 1872   Ignat. Pištěk, n. 7. 7. 1831 Prag, o. 25. 7. 1856, † 27. 10. 1903
- 1884   par. vacat, admin. interc. Anton. Beer
- 1885   Benedict. Franzel, n. 29. 1. 1835 Ladowitz, o. 1. 8. 1859, † 30. 4. 1902
- 1892   Franc. Xav. Durych, n. 19. 7. 1856 Turnau, o. 11. 5. 1884, † 6. 1. 1909
- 1910   Steph. Davídek, n. 26. 12. 1868 Dobrovice, o. 2. 7. 1893
- 1921   par. vacat, adm. interc. Theodor Trompeter
- 1922    Theodor Trompeter, n. 20. 1. 1887 Essen, o. 4. 7. 1912, † 21. 9. 1963
- 1939   par. vacat, adm. interc. Rudolf Armstark, n. 19. 11. 1911, o. 28. 6. 1936
- 1. 9. 1939 Ernst John, n. 5. 1. 1901 Prosseln., o. 28. 6. 1925, † 11. 3. 1983
- 1. 5. 1946 Vojtěch Bartoš S.J.
- 1. 11. 1948 Karel Kvítek
- 1. 6. 1954 Jaroslav Drábek
- 1. 4. 1967 Mojmír Melan, admin. exc. z farnosti Děčín-Podmokly
- 1. 7. 1990 František Jirásek, admin. exc. z farnosti Děčín-Podmokly[3]

Kromě kněží stojících v čele farnosti, působili ve farnosti v průběhu její historie i jiní kněží. Většinou pracovali jako farní vikáři, kaplani, katecheté, výpomocní duchovní aj.

## Území farnosti
Do farnosti náleží území těchto obcí:
- Bělá (Biela, Byla[p 2])
- Bynov (Bünauburg[p 2])
- Čechy (Tscheche[p 2])
- Jalůvčí (Kalmswiese[p 2])
- Kristin Hrádek (Christianaburg[p 2])
- Maxičky (Maxdorf[p 2])
- Nová Ves (Neudorf[p 2])
- Žlíbek (Bosegründel[p 2])

## Římskokatolické sakrální stavby na území farnosti
| | Fotografie | Stavba                          | Místo   | Bohoslužby                      | Zeměpisné souřadnice            | Status          | Číslo kulturní památky           |
| Kostely | Kostely    | Kostely                         | Kostely | Kostely                         | Kostely                         | Kostely         | Kostely                          |
| --- | ---------- | ------------------------------- | ------- | ------------------------------- | ------------------------------- | --------------- | -------------------------------- |
| 1. |            | Kostel sv. Františka Xaverského | Bělá    | bližší informace o bohoslužbách | 50°47′23″ s. š., 14°10′5″ v. d. | farní kostel    | 25767/5-4104 (Pk•MIS•Sez•Obr•WD) |
| 2. |            | Kostel Jména Panny Marie        | Bynov   | bližší informace o bohoslužbách | 50°46′56″ s. š., 14°9′10″ v. d. | filiální kostel | –                                |
| Některé drobné sakrální stavby a pamětihodnosti lze dohledat zde v databázi Drobné sakrální památky Zaniklé sakrální stavby lze dohledat zde v databázi Poškozené a zničené kostely, kaple a synagogy v České republice |            |                                 |         |                                 |                                 |                 |                                  |

Ve farnosti se mohou nacházet i další drobné sakrální stavby, místa římskokatolického kultu a pamětihodnosti, které neobsahuje tato tabulka.

## Příslušnost k farnímu obvodu
Z důvodu efektivity duchovní správy byl vytvořen farní obvod (kolatura) farnosti Děčín IV-Podmokly, jehož součástí je i farnost Bělá u Děčína, která je tak spravována excurrendo. Přehled těchto kolatur je v tabulce farních obvodů děčínského vikariátu.